# Jeff Rouse
Jeffrey "Jeff" Norman Rouse (Fredericksburg, 6 de dezembro de 1970) é um nadador dos Estados Unidos, ganhador de três medalhas de ouro em Jogos Olímpicos.
Nos 100 metros costas, sua melhor prova, foi número um do ranking mundial por oito anos consecutivos, e detentor do recorde mundial, entre 1991 e 1999.